# شبه منحرف قائم

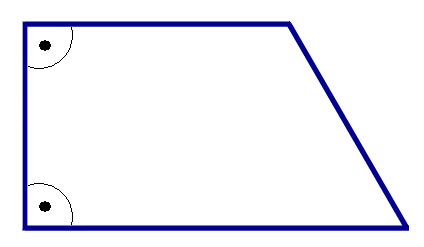

شبه المنحرف القائم أو شبه المنحرف قائم الزاوية، سماه غياث الدين الكاشي بذي الزنقة الواحدة، هو شبه منحرف أحد ساقيه عمودي على القاعدتين.